# Comuna Zaricicea, Volodîmîr-Volînskîi
Zaricicea (în ucraineană Заріччя) este o comună în raionul Volodîmîr-Volînskîi, regiunea Volînia, Ucraina, formată din satele Dihtiv, Fedorivka, Novosilkî, Orani, Suhodolî și Zaricicea (reședința).

## Demografie
Componența lingvistică a satului Zaricicea
     Ucraineană (98,69%)
     Rusă (1,14%)
     Alte limbi (0,11%)
Conform recensământului din 2001, majoritatea populației satului Zaricicea era vorbitoare de ucraineană (98,69%), existând în minoritate și vorbitori de rusă (1,14%).